# Pfadi Thurgau
Die Pfadi Thurgau ist der Kantonalverband der Pfadibewegung Schweiz im Kanton Thurgau. Gegründet wurde sie im Jahr 1923. Das Mitteilungsorgan der Pfadi Thurgau heisst Öpfelschnitz.

## Geschichte
Der Beginn der Pfadibewegung im Thurgau datiert auf das Jahr 1918. Fünf Jahre nach der Gründung des Schweizerischen Pfadfinderbundes im Oktober 1913 wurden in Frauenfeld und Amriswil die ersten beiden Abteilungen für Pfadfinder gegründet. Bis 1920 folgten in Weinfelden, Bischofszell, Sulgen, Steckborn und Bürglen weitere Pfadiabteilungen. Durch die steigenden Mitgliederzahlen wuchs der Wunsch der thurgauischen Abteilungen – damals zum Ostschweizer Verband gehörend – nach einem eigenen Verband, sodass 1923 der Kantonalverband ins Leben gerufen wurde. Ein kantonales Pfadfindertreffen aller männlichen Thurgauer Pfadis (die sogenannte Landsgemeinde) fand 1925 erstmals statt und hat bis heute im Kantonalen Treffen (KaTre) Bestand.
Die ersten Pfadfinderinnen-Abteilungen entwickelten sich gegen Ende der 1920er Jahre. Als Gründungsdatum des Kantonalverbandes auf Mädchenseite gilt die Landsgemeinde von 1942. In den 1970er und 1980er Jahren entstand – zuerst auf Abteilungs-, dann auf kantonaler und nationaler Ebene – eine immer enger werdende Zusammenarbeit zwischen Pfadfinderinnen und Pfadfindern. 1990 führte dies zum Zusammenschluss der Mädchen- und Jungenpfadi im Kanton Thurgau – drei Jahre nachdem die Fusion auf Bundesebene beschlossen worden war.

## Organisation

### Pfadiabteilungen
Insgesamt sind 22 Pfadi-Abteilungen Teil der Pfadi Thurgau, sie zählt rund 1600 Mitglieder. Die Abteilungen sind wiederum in die «Biberstufe» (5- bis 6-jährig), «Wolfsstufe» (6- bis 10-jährig), «Pfadistufe» (10- bis 14-jährig), «Piostufe» (14- bis 17-jährig) und «Roverstufe» (ab 17-jährig) untergliedert.
| Name der Abteilung                          | Einzugsgebiet                                      |
| ------------------------------------------- | -------------------------------------------------- |
| Pfadi Arbor Felix                           | Region Arbon                                       |
| Pfadi Seesturm                              | Region Neukirch-Egnach                             |
| Pfadi Olymp                                 | Region Romanshorn                                  |
| Pfadi Leuefels (Corps Falkenstein)          | Region Amriswil                                    |
| Pfadi Buchenberg (Corps Falkenstein)        | Region Sulgen                                      |
| Pfadi Waldkirch (Corps Bischofberg)         | Region Waldkirch                                   |
| Pfadi Bischofszell (Corps Bischofberg)      | Bischofszell                                       |
| Pfadi Bürglen                               | Region Bürglen                                     |
| Pfadi Seemöve                               | Region Kreuzlingen (Mädchen)                       |
| Pfadi Sturmvogel                            | Region Kreuzlingen (Jungs)                         |
| PTA Summervogel                             | Kanton Thurgau (für Kinder mit Beeinträchtigungen) |
| Pfadi Quivelda                              | Region Weinfelden (Mädchen)                        |
| Pfadi Wyfelde                               | Region Weinfelden (Jungs)                          |
| Pfadi Feuerpfeil                            | Region Müllheim-Wigoltingen                        |
| Pfadi Libelle                               | Region Steckborn                                   |
| Pfadi Turmfalke & Rhy                       | Region Diessenhofen                                |
| Pfadi Seebachtal                            | Region Seebachtal                                  |
| Pfadi Helfenberg (Corps Pfadi Frauenfeld)   | Frauenfeld (Jungs)                                 |
| Pfadi Panthera Leo (Corps Pfadi Frauenfeld) | Frauenfeld (Jungs)                                 |
| Pfadi St. Nikolaus (Corps Pfadi Frauenfeld) | Frauenfeld                                         |
| Pfadi Wellenberg (Corps Pfadi Frauenfeld)   | Frauenfeld (Mädchen)                               |
| Pfadi HTG                                   | Region Hinterthurgau                               |

Stand: 2025

### Verbandsstruktur

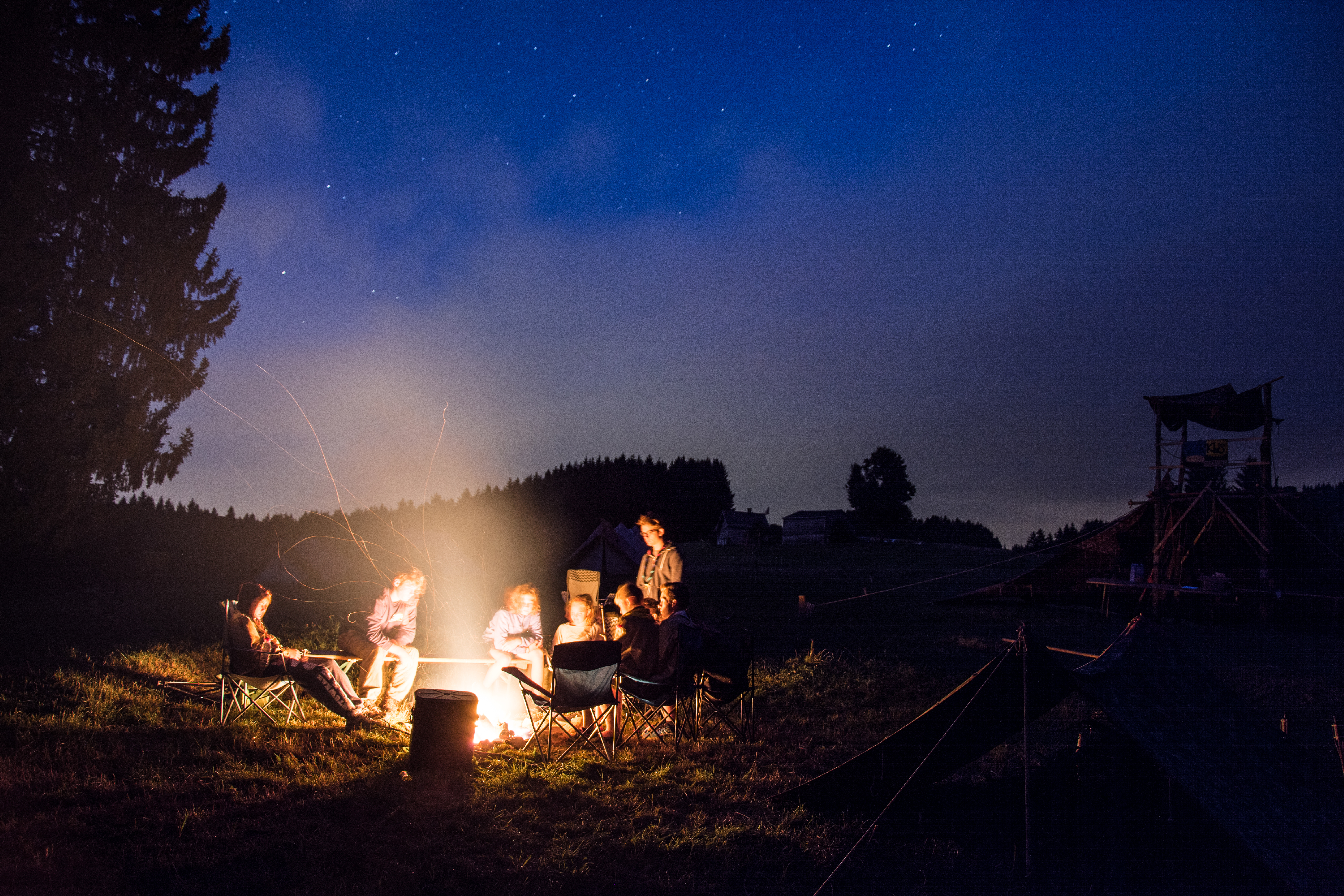
Das Sommerlager: einer der Höhepunkte in jedem Pfadi-Jahr

Während das Komitee die strukturellen Grundlage für die Pfadi Thurgau legt und sich im Hintergrund hält, ist die Kantonale Leitung für die aktive Leitung des Kantonalverbands verantwortlich. Das Gremium besteht aus der Kantonsleitung und allen Equipenleitungen. Folgende Equipen existieren:
- Anlassequipe
- Ausbildungsequipe
- Betreuungsequipe
- Biber- und Wolfsstufenequipe
- Pfadistufenequipe
- Pio- und Roverstufenequipe
- Infoequipe

Für administrative Aufgaben ist das Sekretariat zuständig. Gleichzeitig fungiert es als Kontaktstelle der Pfadi Thurgau.